# Staro zlato
Staro zlato je prvi samostalni album Marijana Bana, objavljen 2003 u izdanju Menarta. Na ovom albumu je Ban odpjevao redom sve pjesme drugih izvodjaca, osim pjesme "U modroj zori" koju je osobno jos napisao dok je pjevao u Dalekoj obali.

## Popis pjesama
Staro zlato
Naslov // Glazba - Tekst - Izvodi na albumu:

1. Galeb i ja // Zdenko Runjić – Tomislav Zuppa – Bogašin Šoić Mirlović Bogo

2. Ostala si uvijek ista // Đorđe Novković – Željko Sabol – Bogašin Šoić Mirlović Bogo

3. Pomorac sam majko // Sergio Blažić / Bruno Langer – Boško Obradović – Bogašin Šoić Mirlović Bogo

4. Loše vino // Goran Bregović – Arsen Dedić  – Bogašin Šoić Mirlović Bogo

5. Marcelina // Toma Bebić – Toma Bebić – Bogašin Šoić Mirlović Bogo

6. Kapetane moj // Zdenko Runjić – Tomislav Zuppa – Bogašin Šoić Mirlović Bogo

7. Tvoje nježne godine //Arsen Dedić – Arsen Dedić – Bogašin Šoić Mirlović Bogo

8. Honky Tonk žena // Mick Jagger – Keith Richards – Bogašin Šoić Mirlović Bogo

9. U prolazu // Zdenko Runjić – Jakša Fiamengo – Bogašin Šoić Mirlović Bogo

10. Doći ću ti u snovima // Jurislav Stublić Jura – Jurislav Stublić Jura – Bogašin Šoić Mirlović Bogo

11. Kurvini sinovi // Branimir Štulić – Branimir Štulić – Bogašin Šoić Mirlović Bogo

12. Posoljeni zrak i razlivena tinta // Zlatan Stipišić Gibonni – Zlatan Stipišić Gibonni – Bogašin Šoić Mirlović Bogo

13. U modroj zori // Marijan Ban – Marijan Ban – Bogašin Šoić Mirlović Bogo

14. Nedaj se Ines // Arsen Dedić – Arsen Dedić – Bogašin Šoić Mirlović Bogo